# Remo Gaspari
Remo Gaspari (Gissi, 10 de julio de 1921-19 de julio de 2011) fue un político italiano, que ocupó diferentes ministerios de la República Italiana.

## Biografía
Gaspari nació en Gissi, en Abruzzo, la región que sería su principal base electoral durante toda su carrera. Se graduaría en Derecho en la Universidad de Bolonia.
Gaspari fue elegido diputado del Parlamento italiano sin interrupción entre 1968 y 1992. Era miembro del llamado Dorotei, una ala de la Democrazia Cristiana junto a Vincenzo Scotti, Arnaldo Forlani y Antonio Gava. En 1960, fue subsecretario de Correos y Telecomunicaciones del Gabinete de Fernando Tambroni. Después de ocupar diferentes posiciones como subsecretario en varios ministerios, se convirtió en ministro por primera vez en el segundo gobierno de Mariano Rumor (1968) y siguió ocupando carteras ministeriales con Emilio Colombo y Andreotti.
En el segundo gabinete de Andreotti, ocupó el cargo de Ministro de Salud. Gaspari fue nombrado vicesecretario de los democristianos entre 1976 y 1980. En 1980, se convirtió en ministro de Relaciones con el Parlamento del segundo Gabinete de Cossiga, Ministro de Funciones Públicas con el primer ministro Bettino Craxi, y, de 1987, Ministro de Defensa en el corto gobierno de Amintore Fanfani. Después de un periodo como Ministro por Mezzogiorno, acabó la carrera como Ministro de Funciones Públicas en el sexto y séptimo gabinete de Giulio Andreotti a principios de 90.